# Monocentrus strigatum
Monocentrus strigatum är en insektsart som beskrevs av Buckton 1905. Monocentrus strigatum ingår i släktet Monocentrus och familjen hornstritar. Inga underarter finns listade i Catalogue of Life.